# Meigneux (Somme)
Meigneux (picardisch: Mingnu) ist eine nordfranzösische Gemeinde mit 179 Einwohnern (Stand 1. Januar 2022) im Département Somme in der Region Hauts-de-France. Die Gemeinde liegt im Arrondissement Amiens, ist Teil der Communauté de communes Somme Sud-Ouest und gehört zum Kanton Poix-de-Picardie.

## Geographie
Die Gemeinde liegt rund 7,5 Kilometer westlich von Poix-de-Picardie und rund einen Kilometer südlich von Caulières.

## Einwohner
| 1962 | 1968 | 1975 | 1982 | 1990 | 1999 | 2006 | 2011 |
| ---- | ---- | ---- | ---- | ---- | ---- | ---- | ---- |
| 257  | 238  | 160  | 156  | 150  | 151  | 156  | 163  |

## Verwaltung
Bürgermeister (maire) ist seit 2001 Gérard Deneux.